# Love Sculpture
Love Sculpture war eine britische Bluesrockband. Sie wurde im Jahr 1966 im walisischen Cardiff von Dave Edmunds und anderen unter dem Namen Human Beans gegründet. Im Jahr 1968 erfolgte die Umbenennung in Love Sculpture.

## Bandgeschichte
Die Gruppe spielte neben Blues auch „rockig“ adaptierte Stücke klassischer Komponisten wie Aram Chatschaturjan oder Georges Bizet. Der größte Erfolg der Gruppe war dann auch ihre rockige Interpretation des Säbeltanzes (Sabre Dance) von Chatschaturjan, der in Großbritannien sowie der Schweiz in die Top Ten stürmte und auch in Deutschland mit Platz 28 für einen reinen Instrumentaltitel relativ erfolgreich war. Im Jahr 1969 wurde sie mit ihrem Sabre Dance auch zu einem Live-Auftritt in den legendären Beat-Club von Radio Bremen eingeladen, der damals noch in Schwarz-Weiß gesendet wurde.
Die Band verdankt die ihr entgegengebrachte Aufmerksamkeit vor allem dem Kopf der Gruppe, Dave Edmunds. Dieser nutzte Love Sculpture, um seine technischen Qualitäten an der Gitarre zu zeigen und legte somit den Grundstein für seine erfolgreiche Solokarriere. Nachdem er mit I Hear You Knocking im Jahr 1970 seinen Durchbruch hatte, trennte sich die Band im selben Jahr.

## Diskografie
- 1968: Blues Helping
- 1969: Forms & Feelings